# Czermno-Kolonia
Czermno-Kolonia est une localité polonaise de la gmina de Fałków, située dans le powiat de Końskie en voïvodie de Sainte-Croix.